# 五万円硬貨
五万円硬貨（ごまんえんこうか）は、日本の硬貨の額面の一つ。記念貨幣としてのみ存在し、材質としては金貨のみが存在する。

## 記念貨幣

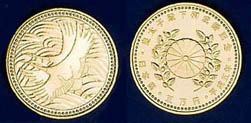
皇太子殿下御成婚記念5万円金貨

5万円金貨
- 皇太子殿下御成婚記念5万円金貨
現在五万円硬貨としてはこの1種類のみが存在する。直径27mm、量目18g、品位は純金、周囲はギザあり。プレミアム貨幣（貨幣の製造費用が額面価格を超える貴金属製の記念貨幣）である。